# Число зверя

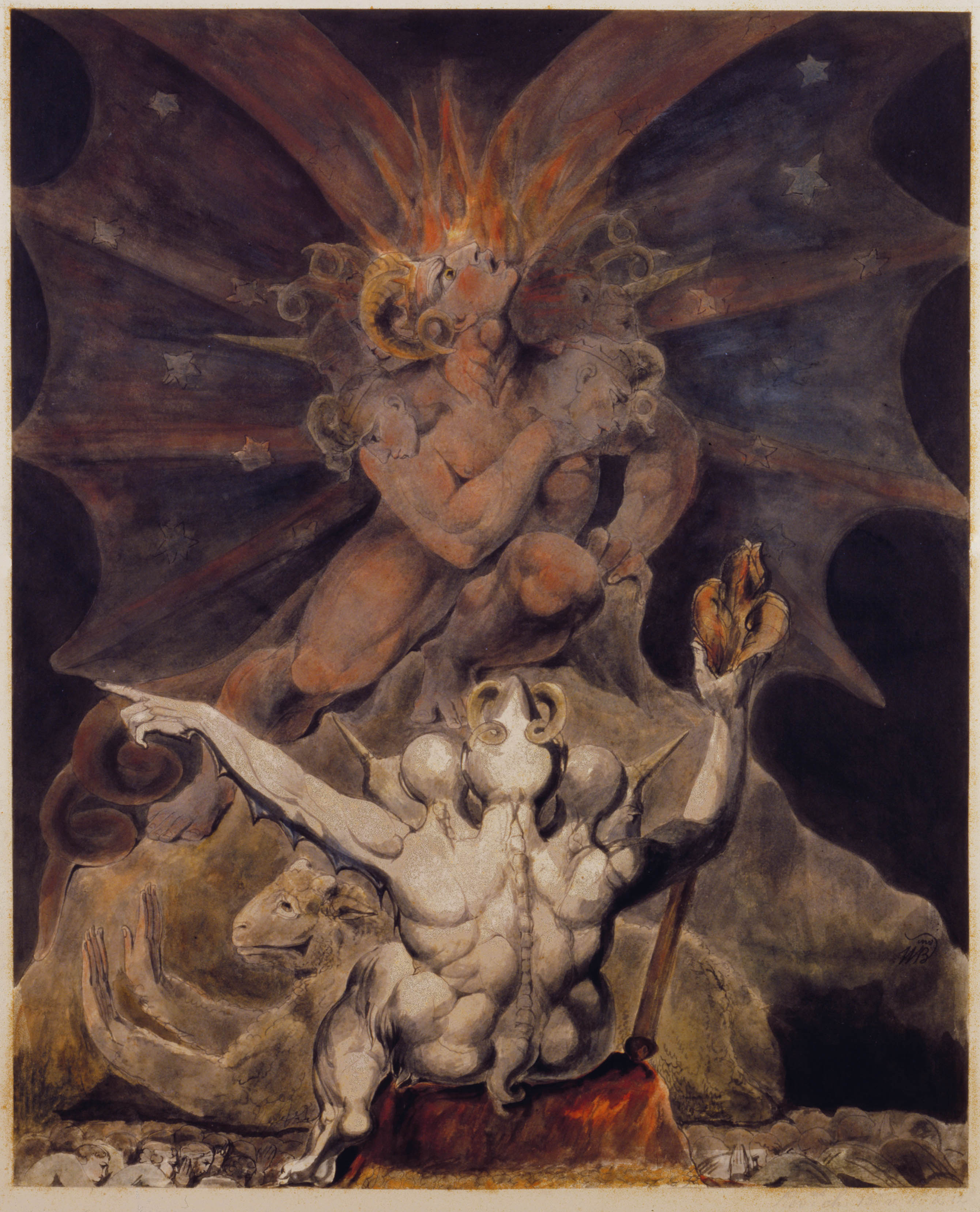
«Число зверя есть 666», картина Уильяма Блейка, 1805 год

Число́ зве́ря — особое число, упоминаемое в Библии, под которым скрыто имя зверя Апокалипсиса — персонажа последней книги Нового Завета (Откровение Иоанна Богослова, или Апокалипсис), значение имени ставленника Сатаны. Число зверя равно 666. Число 666 — очень часто используемый элемент сатанинской атрибутики, наряду с перевёрнутым крестом и перевёрнутой пентаграммой.
В первые века христианской эры в богословии утвердилось мнение, что под видом апокалиптического зверя в Библии изображён антихрист. Поскольку в Откровении Святого Иоанна сказано: «Кто имеет ум, тот сочти число зверя, ибо это число человеческое» (Откр. 13:18), потому в имени или облике всякого лица, в котором видели антихриста, старались отыскать число 666.
При исследованиях, связанных с «числом зверя», часто делается ошибка: число разлагается на десятичные разряды и представляется в виде трёх цифр 6, с которыми и отождествляется. Однако во времена написания Апокалипсиса не существовало десятичной позиционной системы счисления, которая возникла в Индии лишь в VI веке н. э. Оригинальная греческая запись состоит из трёх слов «шестьсот», «шестьдесят» и «шесть» (χξϛ) и не позволяет произвести описанного разложения. Другим распространённым следствием ошибочного отождествления числа с его десятичной позиционной записью является ассоциация цифр «666» с бесконечной десятичной дробью 0,6666…, равной двум третям.

## Упоминание числа 666 в Библии
В Библии число «666» употребляется четыре раза. Из них один раз упоминается в Новом завете в качестве числа, под которым скрыто имя апокалиптического зверя:

Здесь мудрость. Кто имеет ум, тот сочти число зверя, ибо число это человеческое; число его шестьсот шестьдесят шесть.
Оригинальный текст (др.-греч.)ὧδε ἡ σοφία ἐστίν· ὁ ἔχων νοῦν ψηφισάτω τὸν ἀριθμὸν τοῦ θηρίου, ἀριθμὸς γὰρ ἀνθρώπου ἐστίν· καὶ ὁ ἀριθμὸς αὐτοῦ ἑξακόσιοι ἑξήκοντα ἕξ.
— Откр. 13:18
В Ветхом завете число «666» встречается трижды:
- «…сыновей Адоникама шестьсот шестьдесят шесть…» (Ездр. 2:13);
- «В золоте, которое приходило Соломону в каждый год, весу было шестьсот шестьдесят шесть талантов золотых…» (3Цар. 10:14);
- «Весу в золоте, которое приходило к Соломону в один год, [было] шестьсот шестьдесят шесть талантов золота» (2Пар. 9:13).

Некоторые авторы используют последние две цитаты, чтобы растолковать число зверя, упоминаемое в Апокалипсисе, как символ земного благополучия, стяжательства, сребролюбия, то есть служения мамоне.

## 616 или 666?
Существует мнение, что, возможно, в первые века при переписывании Откровения Святого Иоанна была допущена ошибка, поскольку в ряде ранних источников (в том числе найденном при раскопках древнейшем папирусном списке Апокалипсиса примерно 225—275 годов) число зверя указано как 616 (ΧΙϚ — хи, йота, числовая дигамма), а не 666 (ΧΞϚ — хи, кси, числовая дигамма). Однако точно установить, какая версия правильная, затруднительно. Ириней Лионский также упоминал о варианте 616, но отрицал его верность. Вариант «616» может быть аргументом в пользу изложенной ниже гипотезы о зашифрованном имени Нерона.

## Число зверя в христианском богословии

### Теориязашифрованногоимени
В древности буквы означали также числа, поэтому, сложив численные значения букв, можно было получить число имени. Такие вычисления назывались изопсефией (в Каббале — гематрия) и были чрезвычайно популярны. Например, в Помпеях сохранилась надпись: Φιλω ης αριθμος φμε — «Я люблю ту, чьё число (имя) 545». Поэтому некоторые исследователи полагают, что число 666 может означать какое-либо имя или понятие, сумма числовых значений букв которого составляет 666.

Ужели имени зверя не знал тот, кто сказал число имени? Сперва известны ему стали слоги, а потом уже разложил имя на буквы; сперва сам в себе произнёс имя, а потом, сложив буквы, сказал число, то есть, что из букв составляется шестьсот шестьдесят шесть.

Первые богословские комментарии на эту тему датируются II веком н. э. Ириней Лионский в своём произведении «Против ересей» упоминал несколько имён, которые в сумме составляли 666. Это Евантас, Титан (TEITAN), Латинянин (LATEINOS).
Эти же имена упоминал и его ученик Ипполит Римский.
Андрей Кесарийский упоминал такие имена, как Лампетис, Титан, Латинник, Бенедикт. Кроме них, Андрей Кесарийский упоминал также и некоторые нарицательные имена, а именно, «худой руководитель» («какос одигос»), «древний завистник» («палевасканос»), «истинно вредный» («алифос влаверос»), «неправедный агнец» («амнос адикос»). Относительно перечисленных нарицательных имён Андрей Кесарийский писал:

Этими именами будут называть отвергшие обольщение того, для кого славою служит постыдное.

#### Нерон

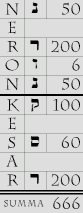
«Neron Kesar»

Немецкие богословы (Бенари, Гитциг, Ройсс), ещё в XIX веке выдвинули гипотезу, что число 666 есть зашифрованное имя «Нерон Кесарь» (лат. Neron Kesar) в еврейском написании. В эпоху Нерона в восточной части Римской империи чеканились монеты с надписью на древнееврейском «נרון קסר», что означает «император Нерон» («Neron Kesar»). Если рассмотреть не сами буквы, а их цифровые значения (согласно правилам древнееврейской гематрии), то их сумма будет равна 666. В пользу этой теории говорит тот факт, что во фрагменте стиха, найденного при раскопках в Оксиринхе, утверждается, что числом дьявола является 616 (в греческой записи «χιϛ»). Ириней, как замечает ученик Бенари, Ф. Энгельс, знал про этот вариант. Если взять за основу правильное латинское написание «Nero Caesar» (носовой звук [н] в нём не передаётся, в отличие от греческого), то сумма цифровых значений уменьшится на 50 и будет равна 616, то есть Ириней взял именно латинское написание. К слову, его использовал Ульрих Цвингли в своём переводе Библии (Цюрихская Библия).

#### Домициан
В XX веке немецкий протестантский теолог Этельберт Штауфер расшифровал «число зверя» как имя императора Домициана. Официальный титул Домициана — Imperator Caesar Domitianus Augustus Germanicus, по-гречески: Αυτοκρατωρ Καισαρ Δομετιανος Σεβαστος Γερμανικος. На греческих монетах чеканился сокращённый титул: A. KAI. ΔOMET. ΣEB. ΓE., числовое значение которого равно 666.
| A | K  | A | I  | Δ | O  | M  | E | T   | Σ   | E | B | Γ | E | Сумма |
| 1 | 20 | 1 | 10 | 4 | 70 | 40 | 5 | 300 | 200 | 5 | 2 | 3 | 5 | 666   |

Штауфер утверждает, что «зверь» может означать только Домициана, потому что он правил в то время, когда была написана книга Откровения.

#### Наполеон I
Другой образец выкладок «нахождения зверя» можно найти в письме дерптского профессора В. Ф. Гецеля к Барклаю де Толли (напечатано лишь в 1875 году в книге Н. Невзорова «Исторический очерк управления военным духовенством в России»), в котором доказывается, что Наполеон I Бонапарт есть апокалиптический зверь, так как численное значение французского начертания его имени есть 666, и что он должен будет погибнуть в 1812 году, когда ему исполнится 42 года, ибо царство антихриста продлится 42 месяца.
То же упоминание есть в романе «Война и мир» Л. Н. Толстого, где Пьер Безухов делает «подсчёт» имени Наполеона.

#### Папство
Vicarius Filii Dei
Некоторые представители протестантских церквей находят число 666 во фразе «Vicarius Filii Dei», которую они именуют «официальным наименованием поста Папы Римского». Если представить буквы этой фразы как римские цифры (те, которые возможно, и приравняв букву U, отсутствующую в латыни времён античности, к букве V), то получится следующая картина:
| V . . . . . 5 I . . . . . 1 C . . . .100 A . . . . . 0 R . . . . . 0 I . . . . . 1 U . . . . . 5 S . . . . . 0 |  | F . . . . . 0 I . . . . . 1 L . . . . . 50 I . . . . . 1 |  | D . . . . 500 E . . . . . 0 I . . . . . . 1 |       |
| --------------- 112                                                                                            |  | --------------- + 53                                     |  | --------------- + 501                       | = 666 |

По утверждению некоторых богословов, фраза «Vicarius Filii Dei» написана на папской тиаре. По их мнению, многие данные указывают, что фраза «Vicarius Filii Dei» вплоть до середины XX века являлась официальным титулом Папы Римского, эта фраза также однократно была применена в средневековой фальсификации «Константинов дар» и использовалась самой католической церковью в качестве доказательства о якобы своём праве на вселенское первенство.
Некоторые богословы считают данное толкование ошибочным. По их мнению, доказательства о наличии на тиаре каких-либо надписей отсутствуют, фраза «Vicarius Filii Dei» отсутствует в титуле Папы Римского, в средневековой фальсификации «Константинов дар» эта фраза применена по отношению к апостолу Петру. Католические источники отрицают факт существования такого официального титула и тиар с надписями. Некоторые богословы предостерегают от использования этого «аргумента» в полемике с католиками.
Latinus Rex Sacerdos и др.
Кроме этого, число 666 находили при подсчёте суммы цифр в титуле «Latinus Rex Sacerdos» «Латинский освящённый царь», который ряд протестантских богословов рассматривал как титул, воспринятый папством:
| L . . . . . 50 A . . . . . 0 T . . . . . 0 I . . . . . 1 N . . . . . 0 U . . . . . 5 S . . . . . 0 |  | R . . . . . 0 E . . . . . 0 X . . . . . 10 |  | S . . . . . 0 A . . . . . 0 C . . . . 100 E . . . . . 0 R . . . . . 0 D . . . . 500 O . . . . . 0 S . . . . . 0 |       |
| --------------- 56                                                                                 |  | --------------- + 10                       |  | --------------- + 600                                                                                           | = 666 |

Использовались также варианты прочтения на греческом и еврейском:
| На греческом — ΛΑΤΕΙΝΟΣ (латинский) |  | На иврите — רומיית (Romiith, римский)                                                          |  | На греческом — EKKΛHΣIA ITAΛIKA (Церковь Италии)                                                     | На греческом — EKKΛHΣIA ITAΛIKA (Церковь Италии) | На греческом — EKKΛHΣIA ITAΛIKA (Церковь Италии)                                                      |
| Λ . . . . . . . . 30 Α . . . . . . . . 1 Τ . . . . . . . 300 Ε . . . . . . . . 5 Ι . . . . . . . . 10 Ν . . . . . . . . 50 Ο . . . . . . . . 70 Σ . . . . . . . 200 |  | ר. . . . . . . 200 ו. . . . . . . . 6 מ. . . . . . . 40 י. . . . . . . . 10 ת. . . . . . . 400 |  | E . . . . . 5 K . . . . . 20 Λ . . . . . 30 H . . . . . 8 Σ . . . . 200 I . . . . . 10 A . . . . . 1 |                                                  | I . . . . . 10 T . . . . 300 A . . . . . 1 Λ . . . . . 30 I . . . . . 10 K . . . . . 20 A . . . . . 1 |
| ------------------ Сумма = 666 |  | ------------------ Сумма = 666                                                                 |  | ------------------ 294                                                                               |                                                  | ------------------ 372                                                                                |
| |  |                                                                                                |  | Сумма = 294 + 372 = 666                                                                              |                                                  | |

#### Царь Израилев
Профессор богословия А. В. Кураев объясняет так:

Что касается толкований «числа зверя», то наиболее достоверное значение слов Иоанна о тайне «трёх шестёрок» — это «Царь Израилев», 666 — это числовое значение словосочетания «ха-мелех — ле-исраель» (ивр. המלך לישראל‎). Апостол Иоанн не стал прямо расшифровывать это число, чтобы иудеи не отшатнулись от проповеди Евангелия. Христианам же не надо гадать самим, пришёл Антихрист или нет, ставит он свои метки или ещё нет. Антихриста искать ни к чему: он сам себя предъявит миру. Он примет то, от чего отказался Христос, — земную публичную власть. Так что надо просто время от времени смотреть ТВ. Там в прямом эфире покажут и восстановление храма Соломона в Иерусалиме, и восшествие к престолу нового царя, который потребует не просто лояльности, но религиозного служения ему.

| Буква | Цифровое значение | Чтение |
| ----- | ----------------- | ------ |
| ה     | 5                 | Ха     |
| מ     | 40                | Ме     |
| ל     | 30                | Ле     |
| ך     | 20                | Х      |
| ל     | 30                | Ле     |
| י     | 10                | И      |
| ש     | 300               | С      |
| ר     | 200               | Ра     |
| א     | 1                 | Э      |
| ל     | 30                | Ль     |

#### Зверь
Диакон Андрей Кураев пишет:

Кстати, само греческое слово «зверь» — θηριον — если записать его греческое звучание еврейскими буквами и подсчитать числовое значение этих еврейских букв, составит гематрию 666 (тав = 400, реш = 200, йод = 10, вав = 6, нун = 50).

### Другие толкования
Существуют символические толкования числа зверя. В частности, ряд таких толкований предложил Ириней Лионский. Одно из них следующее. Ириней полагал, что мир, созданный за 6 дней, должен просуществовать 6000 лет. Соответственно число зверя, составляющее «шесть раз сто, шесть раз десять и шесть единиц» (666 = 6 × 100 + 6 × 10 + 6 × 1), по мнению Иринея, символизирует то, что антихрист восстановит в себе всё отступничество, бывшее в течение 6000 лет бытия мира.

«Ибо будет положено начертание на челе и на правой руке, чтобы никому нельзя было купить или продать, кроме того, кто имеет начертание имени зверя или число имени его; и число его шесть сот шестьдесят шесть» (Отк. 13:15—18), то есть шесть раз сто, шесть раз десять и шесть единиц, чтобы восстановить всё отступничество, какое было в течение шести тысяч лет.
Ибо во сколько дней создан этот мир, столько тысяч лет он просуществует. И поэтому книга Бытия говорит: «и совершилось небо и земля всё украшение их. И совершил Бог в шестой день все дела Свои, которые сделал, и в день седьмой почил от всех дел Своих, которые создал» (Быт. 2:1, 2). А это есть и сказание о преждебывшем, как оно совершилось, и пророчество о будущем. Ибо день Господний как тысяча лет, а как в шесть дней совершилось творение, то очевидно, что оно окончится в шеститысячный год.

Другое толкование, также предложенное Иринеем, связывает число зверя с возрастом Ноя на момент потопа (которому тогда было 600 лет) и размерами сделанного Навуходоносором истукана (60 локтей высотой и 6 локтей шириной). Сумма указанных чисел составляет число зверя (600 + 60 + 6 = 666).

И потому в грядущем звере будет восстановление всего нечестия и всякого коварства, чтобы вся богоотступническая сила, собравшись и заключившись в нём, ввержена была в печь огненную. И кстати его имя будет иметь число 666, потому что он восстановляет в себе самом всё смешение зла, бывшее пред потопом и происшедшее от ангельского отступничества. Ибо Ной был 600 лет, когда потоп нашёл на землю, чтобы истребить восстание земли за нечестивое поколение, бывшее во время Ноя. И он (антихрист) восстановит всё бывшее после потопа заблуждение выдуманных идолов и убиение пророков и сожжение праведных. Ибо, воздвигнутое Навуходоносором изображение имело в вышину 60 локтей, а в ширину шесть локтей, и из-за него Анания, Азария и Мисаил, не поклонявшиеся ему, были брошены в огненную печь, чрез своё приключение пророчески показывая имеющее быть в конце сожжение праведных. Ибо, всё то изображение было предзнаменованием пришествия его и указывало, что ему одному должны поклоняться все люди. Итак, 600 лет Ноя, при котором был потоп по причине богоотступничества, и число локтей изображения, из-за которого праведные были брошены в горящую печь, означают число имени того, в ком восстановляется все шести тысячелетнее отступничество, неправда, нечестие, и лжепророчество и обман, почему и найдёт (на землю) потоп огненный.

Согласно ещё одному толкованию Иринея одинаковое количество сотен, десятков и единиц в числе зверя — символ восстановления отступничества, которое было в начале, в середине и будет в конце времён.

…число имени зверя, сообразно с греческим счислением, по буквам, в нём содержащимся, заключает, шестьсот шестьдесят шесть, то есть столько же десятков сколько сотен, и сотен столько же сколько единиц, — ибо одинаковое повторение числа «шесть» указывает на восстановление всего богоотступничества (антихриста), которое было в начале и в средине и будет в конце времён.

В Средние века в католической церкви также имело место символическое понимание числа зверя. По мнению преподобного Беды и святого Альберта Великого, число 666 символизирует троекратное провозглашение творения без субботы и мира без Творца, что означает тройственное и окончательное отречение от Бога.
Со времён Реформации в протестантизме распространились толкования, которые связывали число зверя с папством. В современном протестантизме многие богословы придерживаются символического толкования. Согласно реформатскому богословию, число зверя — символ несовершенства, поскольку число шестьсот шестьдесят шесть указывает «на недостаточность его в сравнении с божественной полнотой числа семь».
Профессор Московской Духовной Академии А. И. Осипов считает, что происхождение понятия числа 666 имеет следующую природу: в год к царю Соломону приходило 666 талантов (еврейский талант весил 44,8 кг) золота (2Пар. 9:13, 3Цар. 10:14), то есть около 30 тонн золота. Так как, несмотря на сегодняшнюю распространённость христианства, первые христианские тексты писались в основном евреями и в еврейской среде, то данное иносказание воспринималось ими буквально, как указание на власть, богатство, славу и прочие мирские вещи. Таким образом, по мнению А. И. Осипова, «данная цифра является, по существу, библейским символом мамоны — царства земного изобилия, славы, могущества», как следствие, «этот абсолютный материализм и станет „именем“ антихриста как величайшего его идеолога».
Однако А. И. Осипов отмечает, что «вне этого смысла боязнь шестёрок есть признак суеверия христианина».
Адвентисты седьмого дня верят, что «начертание зверя» (но не число 666) относится к будущему всемирному, требуемому по закону поклонению в воскресенье.
По мнению свидетелей Иеговы, «число семь представляет полноту, завершённость с точки зрения Бога. Следовательно, тройное число шесть означает ярко выраженное несовершенство»:

По словам Иоанна, это «число человеческое», а не число духовного существа, и это подтверждает, что зверь — земной и символизирует человеческое правительство. Числу шесть недостаёт до семи, и поэтому 666 — «тройное» число шесть — подходящее имя для гигантской мировой политической системы, которой очень и очень далеко до совершенства в глазах Бога. Мировой политический зверь осуществляет верховную власть, нося имя — число 666, и при помощи большой политики, мировых религий и крупного капитала угнетает человечество и преследует Божий народ.

Они указывают на то, что в книге Даниила «разными зверями представлены сменявшие друг друга человеческие царства, или империи» и делают из этого вывод, что «собирательный образ зверя из Отк. 13:1, 2 символизирует мировую политическую систему, которой даёт власть и которой управляет Сатана». По мнению свидетелей Иеговы, «выражение „число человеческое“ показывает, что у зверя человеческая природа, а не демоническая», из чего заключают, что зверь «отражает человеческие недостатки, являющиеся следствием греха и несовершенства».

## Символизм числа зверя
Число 666, будучи «числом зверя», особенно часто используется для придания оттенка сатанизма, в частности, 666 часто используют музыканты.

## Число зверя в бытовом суеверии

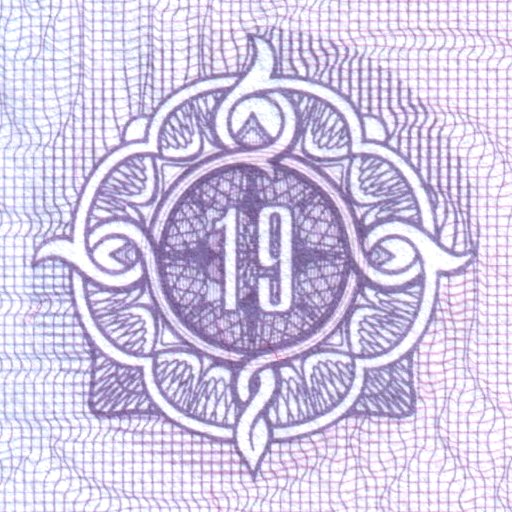
Элемент оформления номеров страниц Паспорта гражданина РФ, в котором некоторые усматривают число 666

- В штрихкоде по системе EAN-13 цифра 6 представлена как две тонкие близко расположенные линии. Такими же линиями являются начальная, срединная и конечная разметочные линии штрихкода.
- В 1998 году по просьбе верующих Храма Троицы Живоначальной в Воронцове номер московского автобусного маршрута, проходящего мимо храма, был изменён с 666 на 616 (то есть с одного варианта Числа Зверя на другой)[34]. Номер 666 маршрутам более не присваивался.
- В 1999 году по просьбам паломников, направляющихся в Нилову пустынь, номер пассажирского поезда Москва — Осташков был изменён с 666-го на 604-й[35].
- В 2000 году из-за религиозных мотивов номер пассажирского поезда Луганск — Симферополь был изменён с 666-го на 242-й[36].
- На выборах в Государственную Думу России в 2007 году Иркутская областная избирательная комиссия отказалась создавать избирательный участок № 666, ссылаясь на неприятности, происходившие на участке с таким номером во время выборов 2003 года[37][38].
- В 2017 году авиакомпания Finnair решила отказаться от рейса под номером 666[39].

### Гексакосиойгексеконтагексафобия
По утверждению некоторых СМИ, у болезненного страха перед числом 666 есть наукоподобное название — «Гексакосиойгексеконтагексафобия», так как «шестьсот шестьдесят шесть» по-гречески пишется как ἑξακόσιοι ἑξήκοντα ἕξ. Приступ этой болезни был показан в эпизоде «The Honking» мультсериала Футурама. Тогда Бендер испугался отражения в зеркале символов «0101100101» (10100110102 = 66610).

### 6 июня 2006 года
6 июня 2006 года, или 06.06.06, — дата, получившая известность благодаря тому, что её цифры, будучи написанными в формате «день/месяц/год» — «6/6/06», имеют сходство с числом зверя.
События, связанные с датой
- Кинопремьера фильма-триллера Джона Мура «Омен 666» (ремейка фильма «Омен» (1976), рассказывающего о рождении антихриста). Кампания по рекламе этого фильма, в частности, основывалась на том, что фильм был выпущен «в 6 день 6 месяца 6 года». Такой ход создателей фильма вызвал негодование у некоторых религиозно настроенных общественных деятелей.
- В Голландии Всемирная организация христиан-евангелистов призвала всех верующих организовать в этот день круглосуточные посменные молитвы, чтобы «не дать восторжествовать силам зла»[41].
- Также датой 06.06.06 воспользовались члены Церкви Сатаны, официально зарегистрированной в США и других странах организации сатанистов, для празднования сорокалетней годовщины со дня её основания. При этом верховный жрец Церкви Сатаны, Питер Гилмор, пояснил, что сама дата для членов её организации не имеет никакого символического значения, и 6 июня 2006 года для официального празднования было выбрано лишь для того, чтобы «высмеять предрассудки»[42].
- В Сингапуре 6 июня 2006 года было заключено в три раза больше браков, чем обычно[43], так как в этой стране, как и в Китае и других восточных странах, цифра 6 считается счастливой.